# エプスタイン–ジン型選好
エプスタイン–ジン型選好（エプスタイン–ジンがたせんこう、英: Epstein–Zin preferences、もしくはエプスタイン–ジン–ワイル型選好 英: Epstein–Zin–Weil preferences）とは、経済学における再帰的効用の特定化の一つである。Larry G. Epstein と Stanley E. Zinによって1989年に発表された。また同時期にPhilippe Weilによって同種のモデルが発表されていることからWeilの名を加えることがある。

## 概要
時間について加法分離的なCRRA型効用関数はラムゼー–キャス–クープマンスモデルやルーカス型資産価格モデル（消費CAPM）など経済学で広く用いられるモデルであったが、ある欠点があった。その欠点とは異なる時間の間での不確実な消費の好ましさ（選好）を決定する異時点間の代替の弾力性（英: elasticity of intertemporal substitution, EIS）と同時点間での不確実な消費の好ましさを決定する相対的リスク回避度（英: coefficient of relative risk aversion, RRA）が同一のパラメーターで決定することである。この欠点を克服したのがエプスタイン–ジン型選好である。エプスタイン–ジン型選好においては理論モデルの項で示すようにこの二つの概念がそれぞれ別のパラメーターで決定するために、幅広い選好を表現することが可能になっている。

## 理論モデル
デイヴィッド・クレプスと Evan L. Porteus によって導入された再帰的効用関数は二つの要素からなる。一つが時間についてのアグリゲーター（英: time aggregator）で不確実性が無いことについての好ましさを特徴づけるものであり、もう一つがリスクについてのアグリゲーター（英: risk aggregator）で同時点におけるギャンブルについての好ましさを特徴づけ、将来の効用についてのリスクを集約するために使われるものである。エプスタイン–ジン型選好においては、時間についてのアグリゲーターが現在の消費と将来の効用の確実性等価について一次同次なCES型アグリゲーターである。特に時点 t 以降における、潜在的に確率的であるような正のスカラーで表される消費の列 {\displaystyle \{c_{t},c_{t+1},c_{t+2},...\}} についての時点 t における効用の指標 {\displaystyle U_{t}} は以下の非線形な確率差分方程式の解として再帰的に定義される。
{\displaystyle U_{t}=[(1-\beta )c_{t}^{\rho }+\beta \mu _{t}(U_{t+1})^{\rho }]^{1/\rho },}
ここで {\displaystyle \mu _{t}()} は実数値の確実性等価オペレーターである。パラメーター {\displaystyle 0<\beta <1} により時間選好の限界比率が定まり、{\displaystyle 1/\beta -1} となる。またパラメーター {\displaystyle \rho <1} により異時点間の代替の弾力性が定まり、{\displaystyle EIS=1/(1-\rho )} となる。エプスタインとジンは様々な確実性等価オペレーターを考慮したが、理論研究においても実証研究においても一般的に用いられるのは {\displaystyle \mu _{t}(U_{t+1})=[E_{t}U_{t+1}^{\alpha }]^{1/\alpha }} という関数形のものである。ここで {\displaystyle E_{t}} は意思決定者が時点 t において利用可能な情報で条件づけた、{\displaystyle U_{t+1}} の確率分布による期待値である。パラメーター {\displaystyle \alpha <1} はリスク回避度 {\displaystyle RRA=1-\alpha } として解釈でき、他の値が一定のままで {\displaystyle \alpha } が小さくなれば、意思決定者はよりリスクを回避しようとする。パラメーターが {\displaystyle \alpha =\rho } であれば、時間について加法分離的な期待効用関数となる。
重要なのは、フォンノイマン–モルゲンシュテルン型効用関数（例えばCRRA型効用関数）と異なり、エプスタイン–ジン型選好は（上において {\displaystyle \rho } で決定される）異時点間の代替の弾力性と（上において {\displaystyle \alpha } で決定される）リスク回避度を無関係にすることが出来るということである。

## 応用
エプスタイン–ジン型効用関数は種々の経済モデルに応用しやすいという特徴を持っている。具体的には Ravi Bansal と Amir Yaron の長期リスクモデルや Zengjing Chen と Epstein のマクシミン期待効用関数モデルなどがある。